# Deutsche Leichtathletik-Meisterschaften 1935
Die 37. Deutschen Leichtathletik-Meisterschaften wurden am 3. und 4. August 1935 in Berlin ausgetragen.

## Sport in Deutschland im Zeichen des Nationalsozialismus
Auch 1935 gab es aufgrund des Arier-Erlasses aus dem Jahr 1933 sowie der gerade verabschiedeten Nürnberger Gesetze erhebliche Einschränkungen für jüdische Sportlerinnen und Sportler, denen die Teilnahme an den Meisterschaften größtenteils verwehrt blieb. Der Sport diente der Reputation des herrschenden Regimes.

## Wettbewerbsprogramm
Das Wettkampfprogramm war gegenüber den Vorjahren deutlich reduziert. So fanden keine Staffelläufe statt, bei den Männern wurde das 20-km-Gehen aus dem Angebot genommen, bei den Frauen wurden darüber hinaus der 200-Meter-Lauf, der Weitsprung, das Kugelstoßen und der Fünfkampf gestrichen. Steinstoßen und Schleuderballwurf verschwanden bis heute aus dem Programm der Deutschen Meisterschaften. Somit gab es für die Frauen insgesamt nur fünf Disziplinen, während es im Vorjahr noch elf waren. Abgesehen von der 4-mal-100-Meter-Staffel stellte dies eine Anpassung an die damals aktuellen olympischen Disziplinen der Frauenleichtathletik dar. Es kam den Sportverantwortlichen vor allem auf eine internationale Erfolgsbilanz an.

## Ausgelagerte Disziplin
Die einzig ausgelagerte Disziplin war der Waldlauf, der erstmals nicht im beginnenden Frühjahr, sondern im Herbst stattfand, und zwar am 3. November in Wittenberg.

## Rekorde
Es wurden drei neue deutsche Rekorde (DR) aufgestellt:
- Weitsprung: 7,73 m – Wilhelm Leichum (MSV Wünsdorf)[2]
- 100-Meter-Lauf[3]: 11,8 s – Käthe Krauß (Dresdner SC), deutsche Meisterin
- 100-Meter-Lauf[3]: 11,8 s – Marie Dollinger (1. FC Nürnberg), deutsche Vizemeisterin

## Ergebnisübersichten
Die folgenden beiden Übersichten fassen die Medaillengewinner und -gewinnerinnen aller Wettbewerbe von 1935 zusammen.

### Medaillengewinner Männer
| Disziplin                                   | Gold                                                        | Leistung             | Silber                                                     | Leistung              | Bronze                                                    | Leistung              |
| ------------------------------------------- | ----------------------------------------------------------- | -------------------- | ---------------------------------------------------------- | --------------------- | --------------------------------------------------------- | --------------------- |
| 100 m                                       | Erich Borchmeyer (Stuttgarter Kickers)                      | 10,5 s00             | Wilhelm Leichum (MSV Wünsdorf)                             | 10,5 s00              | Gerd Hornberger (Eintracht Frankfurt)                     | 10,6 s00              |
| 200 m                                       | Karl Neckermann (Post SV Mannheim)                          | 21,6 s00             | Erich Borchmeyer (Stuttgarter Kickers)                     | 21,7 s00              | Werner Pontow (TG Fulda)                                  | 21,9 s00              |
| 400 m                                       | Helmut Hamann (SV Allianz Berlin)                           | 48,9 s00             | Franz Helmle (SV Allianz Frankfurt)                        | 49,3 s00              | Hermann Blazejezak (MSV Hannover)                         | 49,4 s00              |
| 800 m                                       | Hans König (Hamburger AC)                                   | 1:54,4 min           | Wolfgang Dessecker (Stuttgarter Kickers)                   | 1:54,4 min            | Martin Lietz (TSV 1860 München)                           | 1:56,4 min            |
| 1500 m                                      | Fritz Schaumburg (Polizei SV Oberhausen)                    | 3:54,3 min           | Willi Rothbart (Stettiner SC)                              | 3:56,0 min            | Alfred Dompert (Stuttgarter Kickers)                      | 3:57,0 min            |
| 5000 m                                      | Max Syring (KTV Wittenberg)                                 | 15:07,2 min          | Richard Blösch (TV Eppingen)                               | 15:07,2 min           | Heinrich Haag (SV Darmstadt 98)                           | 15:08,8 min           |
| 10.000 m                                    | Heinrich Haag (SV Darmstadt 98)                             | 31:41,6 min          | Karl Kelm (KTV Wittenberg)                                 | 32:06,2 min           | Walter Schönrock (KTV Wittenberg)                         | 32:21,2 min           |
| Marathon                                    | Heinrich Brauch (Polizei SV Berlin)                         | 2:39:20 h000         | Paul Gerhardt (Polizei SV Berlin)                          | 2:41:53 h000          | Fritz Jahn (VfB Stuttgart)                                | 2:50:09 h000          |
| Marathon, Mannschaftswertung                | Post SV Stephan BreslauFranz Barsicke R. Barsicke Engel     | 21 P (Plätze 9/12/?) | Polizei SV BerlinHeinrich Brauch Paul Gerhardt Richard Boß | 21 P (Plätze 1/2/?)   | VfB StuttgartFritz Jahn Eugen Bertsch Slucka              | ? P (Plätze 3/6/?)    |
| 110 m Hürden                                | Erwin Wegner (TSV Schöneberg Berlin)                        | 14,6 s00             | Willi Welscher (Eintracht Frankfurt)                       | 15,1 s00              | Ferdinand Beschetznick (DSC Berlin)                       | 15,4 s00              |
| 400 m Hürden                                | Hans Scheele (Hansa Hamburg)                                | 54,1 s00             | Fritz Nottbrock (ASV Köln)                                 | 55,3 s00              | Georg Glaw (VfL Halle 1896)                               | 56,0 s00              |
| 3000 m Hindernis                            | Willi Heyn (MSV Wünsdorf)                                   | 9:42,2 min           | Karl Otto (SV Allianz Berlin)                              | 10:00,0 min           | Josef Berg (ASV Köln)                                     | 10:03,4 min           |
| 50 km Gehen                                 | Karl Hähnel (Schwarz-Weiß Erfurt)                           | 5:02:19,3 h00        | Fritz Bleiweiß (Berliner AK)                               | 5:04:04,0 h00         | Erich Seifert (Marathon Leipzig)                          | 5:04:27,6 h00         |
| 50 km Gehen, Mannschaftswertung             | Reichsbahn-SV BerlinKarl Köppen Herbert Dill Johannes Stack | 15 P (Plätze 4/6/15) | SCC BerlinStock Fietz John                                 | 24 P (Plätze 7/12/23) | Berliner AKFritz Bleiweiß Schulz H. Schulze               | 25 P (Plätze 2/22/28) |
| Hochsprung                                  | Gustav Weinkötz (ASV Köln)                                  | 1,93 m000            | Hans Martens (KM Flensburg)                                | 1,93 m                | Günther Gehmert (SV Siemens Berlin)                       | 1,90 m                |
| Stabhochsprung                              | Julius Müller (TV Kuchen)                                   | 4,00 m000            | Wolfgang Hartmann (VfR Schlesien Breslau)                  | 3,90 m                | Anton Spieler (AEG-SpVgg. Berlin)                         | 3,80 m                |
| Weitsprung                                  | Wilhelm Leichum (MSV Wünsdorf)                              | 7,73 m DR            | Arthur Bäumle (FV Ulm 1894)                                | 7,57 m                | Erich Biebach (Polizei SV Halle)                          | 7,30 m                |
| Dreisprung                                  | Willi Drechsel (ATV Thalheim)                               | 14,99 m000           | Heinz Hellerforth (TUSEM Essen)                            | 14,76 m               | Heinz Wöllner (ASC Leipzig)                               | 14,48 m               |
| Kugelstoßen                                 | Hans Woellke (Polizei SV Berlin)                            | 15,33 m000           | Gerhard Stöck (SCC Berlin)                                 | 14,92 m               | Erich Reymann (MSV Wünsdorf)                              | 14,73 m               |
| Diskuswurf                                  | Ernst Lampert (DSC Saarbrücken)                             | 46,65 m000           | Otto Würfelsdobler (TSV 1860 München)                      | 45,21 m               | Hans Fritsch (MSV Wünsdorf)                               | 45,18 m               |
| Hammerwurf                                  | Erwin Blask (Polizei SV Königsberg)                         | 49,17 m000           | Johann Becker (DSC Saarbrücken)                            | 47,87 m               | Gotthelf Kolibabe (SSC Neiße)                             | 46,96 m               |
| Speerwurf                                   | Gottfried Weimann (SC Wacker Leipzig)                       | 69,09 m000           | Gerhard Stöck (SCC Berlin)                                 | 68,15 m               | Paul Karius (LAV Dessau)                                  | 62,74 m               |
| Zehnkampf, 1934er W. 2. Zeile: 1985er Wert. | Erwin Huber (Stuttgarter Kickers)                           | 6793 P (6515 P)      | Gerhard Stöck (SCC Berlin)                                 | 6647 P (6337 P)       | Fritz Müller (MTV Gifhorn)                                | 6490 P (6191 P)       |
| Waldlauf – ca. 10.000 m                     | Max Syring (KTV Wittenberg)                                 | 31:54,5 min          | Werner Böttcher (KTV Wittenberg)                           | 32:17,6 min           | Walter Schönrock (KTV Wittenberg)                         | 32:18,6 min           |
| Waldlauf, Mannschaftswertung                | KTV Wittenberg 1Werner Böttcher Walter Schönrock Karl Kelm  | 9 P (Plätze 2/3/4)   | Hamburger ACRolf Holthuis Heinz Garff Henschke             | 40 P (Plätze 6/8/26)  | KTV Wittenberg 2Max Syring Werner Türke Karl-Heinz Becker | 42 P (Plätze 1/14/18) |

### Medaillengewinnerinnen Frauen
| Disziplin   | Gold                                       | Leistung  | Silber                                  | Leistung  | Bronze                             | Leistung |
| ----------- | ------------------------------------------ | --------- | --------------------------------------- | --------- | ---------------------------------- | -------- |
| 100 m       | Käthe Krauß (Dresdner SC)                  | 11,8 s DR | Marie Dollinger (1. FC Nürnberg)        | 11,8 s DR | Hedwig Bauschulte (Osnabrücker TV) | 12,4 s   |
| 80 m Hürden | Anni Steuer (TuS Duisburg 48/99)           | 12,2 s000 | Margarete Elger (Frauen-SC Magdeburg)   | 12,3 s000 | Brigitte Seifert (DSC Breslau)     | 12,3 s   |
| Hochsprung  | Elfriede Kaun (Kieler TV)                  | 1,53 m    | Sophie Scheibe (SC Erfurt)              | 1,53 m    | Ilse Niederhoff (TV Velbert)       | 1,53 m   |
| Diskuswurf  | Gisela Mauermayer (TV Nymphenburg München) | 44,63 m   | Paula Mollenhauer (SC Victoria Hamburg) | 40,09 m   | Käthe Krauß (Dresdner SC)          | 39,98 m  |
| Speerwurf   | Gerda Goldmann (SCC Berlin)                | 42,32 m   | Luise Krüger (Dresdner SC)              | 41,72 m   | Lydia Eberhardt (TV Eislingen)     | 41,34 m  |